# Atout... meurtre
Atout... meurtre est une pièce de théâtre québécoise de type policier, présentée en deux parties à la télévision les 3 et 10 janvier 1963 dans le cadre de l'émission Jeudi-théâtre à la Télévision de Radio-Canada.

## Synopsis
« Un homme est assassiné. Il n'est pas très aimé et plusieurs personnes dans son entourage auraient eu de bonnes raisons de le supprimer. Laquelle de ces personnes est le ou la coupable ? »

## Fiche technique
- Scénarisation : Pierre Dagenais
- Réalisation : Jean Faucher
- Décors : Jacques Marion
- Costumes : Richard Lorain
- Société de production : Société Radio-Canada

## Distribution
- André Valmy : Me Pierre Laurent
- Jean Lajeunesse : lieutenant Favreau
- Jean-Pierre Masson : Jean-Claude Tissier, détective privé
- José Rodriguez : Johnny, portier d'une boîte de nuit
- André Cailloux : M. Theriault, un inénarrable professeur de chant
- Pierre Dagenais : Me Duhamel, avocat de la Couronne
- Roger Garceau : Éric Lafontaine, associé de la victime
- Don Arrès : José
- Henri Poitras : M. Cloutier
- Monique Joly : Monique Renan, une amie du défunt, d'Éric Lafontaine et d'André Leroux
- Patricia Nolin : Marita Bronsky, secrétaire de Me Laurent
- Nini Durand : Héloïse Castelo. une savoureuse Marseillaise
- Geneviève Bujold : la standardiste de l'hôtel
- Françoise Lemieux : une cigarette-girl
- François Tassé : André Leroux
- André de Repentigny : un officier de police
- Yves Massicotte : le médecin légiste
- René-Salvator Catta : le juge
- Guy Bélanger : le greffier
- Georges Alexander : Bob Olivier